# Компримирование
Компримирование (от фр. comprimer — сжимать, сдавливать) — технология промышленной обработки и подготовки газа (сжатие), повышение давления газа с помощью компрессора. Является одной из основных операций при транспортировке углеводородных газов по магистральным трубопроводам, закачке их в нефтегазоносные структуры для поддержания пластового давления (с целью увеличения нефтеконденсатоотдачи), в процессе заполнения подземных хранилищ газа и при сжижении газов. Осуществляется в одну или несколько ступеней, тип и мощность компрессора определяются в зависимости от количества компримируемого газа и требуемой степени повышения давления (степени сжатия). Компримирование сопровождается повышением температуры газа и, как правило, требует последующего его охлаждения.
Компримирование газа также производится на автомобильных газонаполнительных компрессорных станциях для получения газомоторного топлива.